# روب فورلونغ
روب فورلونغ هو قناص كندي، ولد في 11 نوفمبر 1976 في نيوفندلاند ولابرادور في كندا.